# ساموئل المو مارتین
ساموئل المو مارتین (انگلیسی: Samuel Martin; ۲۹ ژانویهٔ ۱۹۲۴ – ۲۸ نوامبر ۲۰۰۹) دانشمند زبان‌شناسی و استاد زبان‌های شرق دور در دانشگاه ییل بود. همچنین او کتاب‌های بسیاری پیرامون زبان کره ای و ژاپنی نوشت.

## زندگی
مارتین در ۲۹ ژانویهٔ ۱۹۲۴ در پیتسبرگ، کانزاس به دنیا آمد و در امپوریا، کانزاس بزرگ شد. در جریان جنگ جهانی دوم او به عنوان افسر زبان ژاپنی آموزش دید و در سال‌های پایانی جنگ در ژاپن ماند.
پس از جنگ به دانشگاه برکلی رفت و کارهای بسیاری در زمینهٔ زبان‌های شرقی انجام داد. در ۱۹۴۷ درس او در برکلی به پایان رسید.